# Buding
Buding – miejscowość i gmina we Francji, w regionie Grand Est, w departamencie Mozela.
Według danych na rok 1990 gminę zamieszkiwało 509 osób, a gęstość zaludnienia wynosiła 80 osób/km² (wśród 2335 gmin Lotaryngii Buding plasuje się na 587. miejscu pod względem liczby ludności, natomiast pod względem powierzchni na miejscu 889.).